# Rittner Horn
Das Rittner Horn (auch Rittnerhorn, italienisch Corno del Renon) ist ein 2260 m hoher Berg auf der Bozner Quarzporphyrplatte in den Sarntaler Alpen, der das südlich gelegene Hochplateau des Ritten überragt. Der Gipfel, auf dem sich das Rittner-Horn-Haus des CAI befindet, liegt auf dem Gemeindegebiet von Barbian in Südtirol. Weil das Horn der südlichste markante Gipfel des Sarner Ostkamms ist und im näheren Umkreis kein höherer Berg den Ausblick versperrt, reicht die Fernsicht vom Großglockner (Österreich) über die Dolomiten bis zu den Bergen der Ortler-Alpen.
Das Skigebiet Rittner Horn ist Mitglied der Ortler Skiarena. Die dazugehörigen Liftanlagen bestehen aus einer Kabinenumlaufbahn und zwei Schleppliften.
Schon in den 1920er Jahren, also lange vor der Errichtung von Skiliften, gab es das Skirennen Rittnerhorn-Oberbozen, das der damalige Skiclub Oberbozen ausrichtete.